# Balfourova deklarace

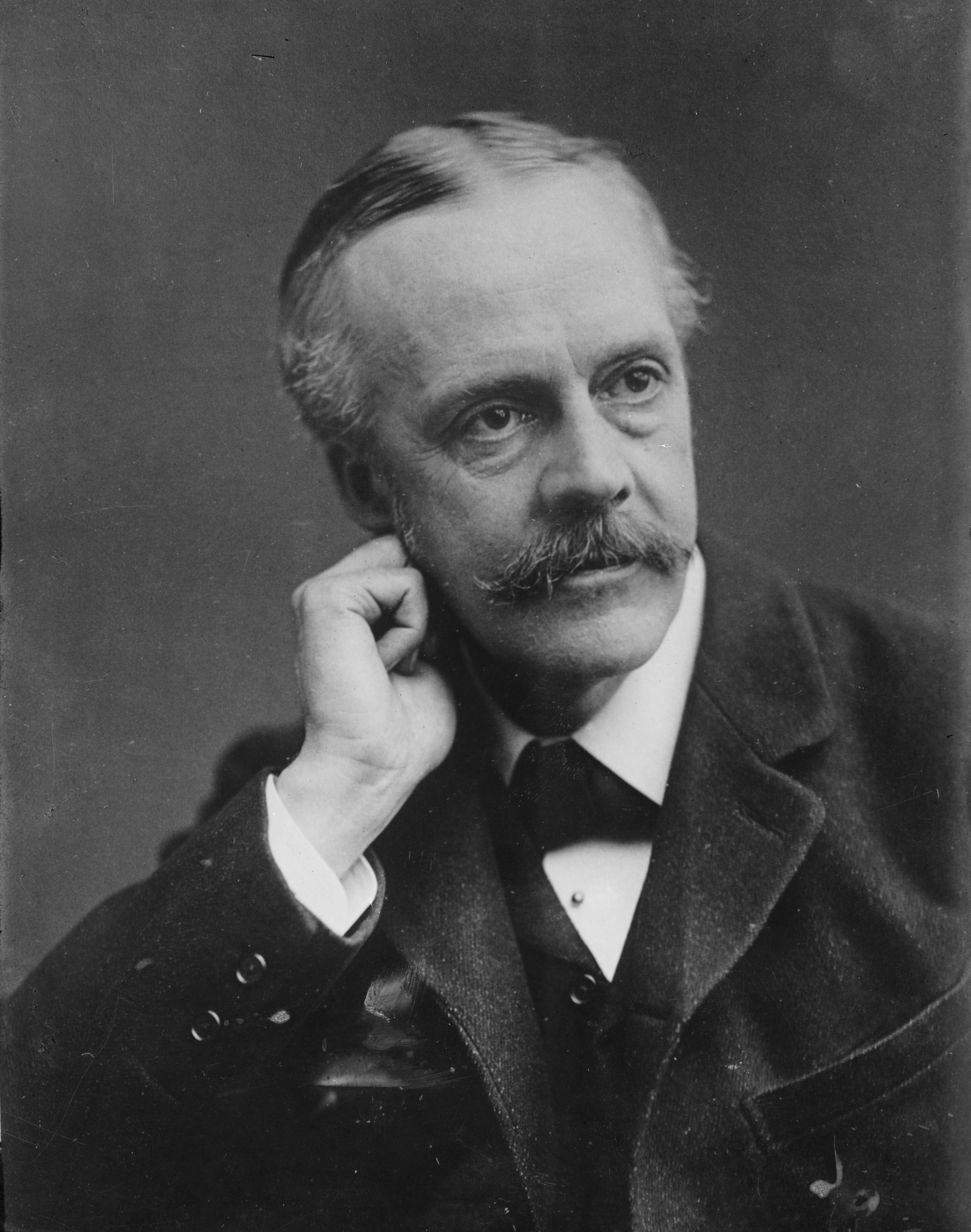
Arthur Balfour

Balfourova deklarace z roku 1917 je postoj britské vlády v průběhu první světové války, vyjadřující přání znovu vytvořit „židovský národní domov“ v osmanské Palestině. Dopis podepsaný britským ministrem zahraničí Arthurem Balfourem byl odeslán 2. listopadu 1917 lordu Lionelu Walteru Rothschildovi, předsedovi britské sionistické organizace. Vláda Jeho Veličenstva v něm vyjadřuje podporu zřízení židovské národní domoviny v oblasti historické Palestiny při respektování občanských a náboženských práv nežidovského obyvatelstva tohoto území.
Balfourova deklarace byla v roce 1920 začleněna do mírové smlouvy ze Sèvres (Traité de Sèvres) a vyústila ve vytvoření britského mandátu pro Palestinu (1920–1948).

## Okolnosti vzniku
Přestože se tato deklarace nazývá podle ministra zahraničí Balfoura, byla sepsána lordem Alfredem Milnerem. Balfourova deklarace není konkrétní a ponechává možnost různého výkladu, přesto byla důležitým mezníkem v postoji Spojeného království vůči vzniku židovského státu.

## Text deklarace

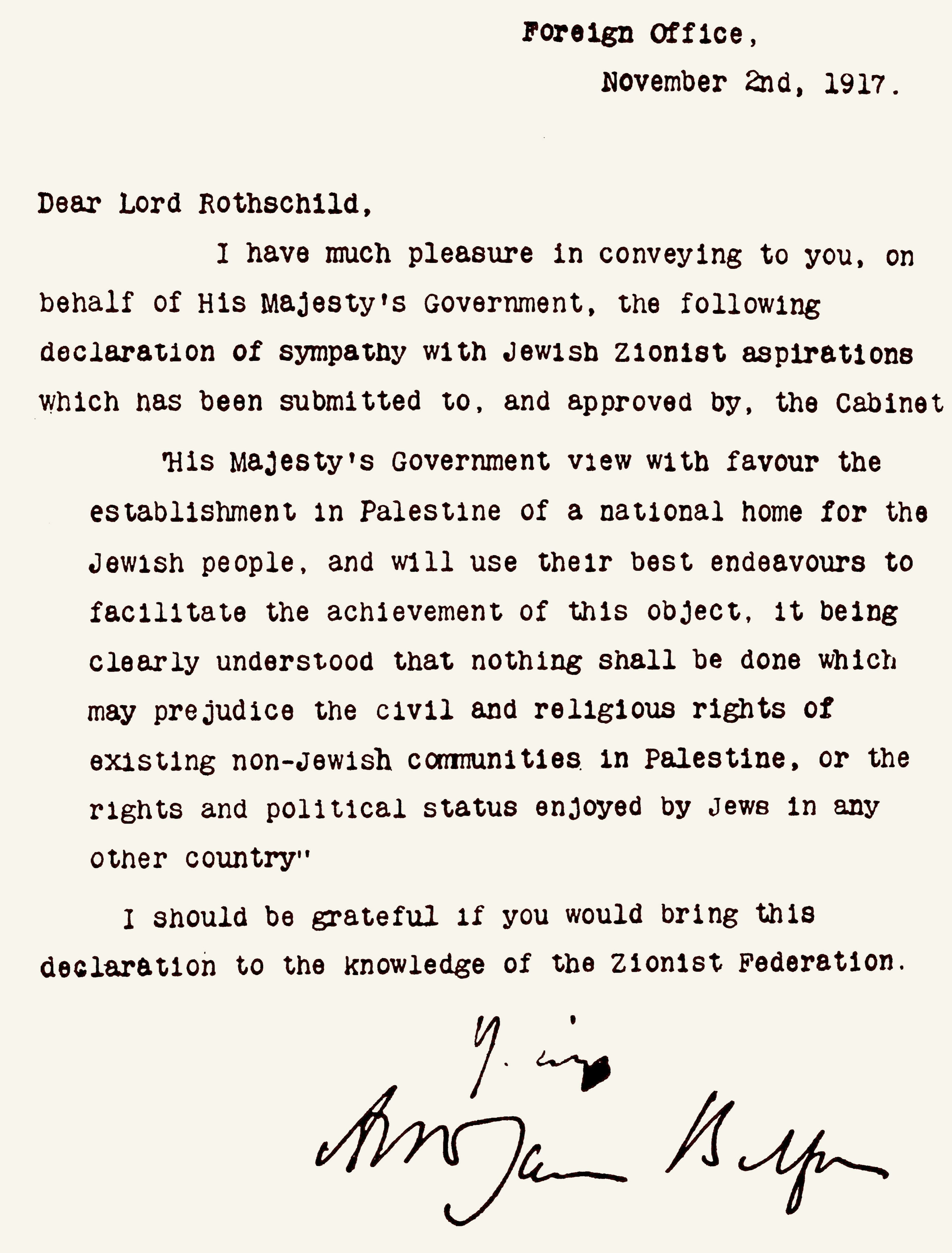
Originální text Balfourovy deklarace.

Následující je překlad textu Balfourovy deklarace, k němuž je připojen na stroji psaný a ručně podepsaný dopis Arthura Jamese Balfoura.
Ministerstvo zahraničí

2. listopadu 1917
Drahý lorde Rothschilde,
s velkou radostí Vám zasílám jménem vlády Jeho Veličenstva následující prohlášení sympatií s židovskými sionistickými aspiracemi, které bylo předloženo a schváleno Kabinetem.
„Vláda Jeho Veličenstva pohlíží příznivě na zřízení národní domoviny židovského lidu v Palestině a vynasnaží se, aby tohoto cíle bylo dosaženo, přičemž se jasně rozumí, že nebude učiněno nic, co by mohlo poškodit občanská a náboženská práva existujících nežidovských společenství v Palestině nebo práva a politické postavení Židů v jakékoliv jiné zemi.“

Byl bych vděčen, kdybyste mohl předat toto prohlášení na vědomí Sionistické federaci.
Upřímně Váš

Arthur James Balfour.

## Dlouhodobý dopad
Deklarace měla dva nepřímé důsledky: vznik židovského státu a chronický konflikt mezi Araby a Židy po celém Středním východě.
„Dvojí povinnost“ vůči oběma komunitám se rychle ukázala jako neudržitelná; Britové následně dospěli k závěru, že je nemožné uklidnit obě komunity v Palestině pomocí různých sdělení pro různé cílové skupiny.
V roce 1919 Balfour napsal: „V Palestině nenavrhujeme se zabývat, a to ani formou konzultací, přáními současných obyvatel země, i když Americká komise šla cestou dotazování, co jsou zač... Čtyři velmoci jsou oddány sionismu. A sionismus, ať už je správný nebo nesprávný, dobrý nebo špatný, má kořeny v letitých tradicích, v současných potřebách, v budoucích nadějích, mnohem hlubšího významu než touhy a předsudky 700 000 Arabů, kteří nyní obývají onu starověkou zemi.“
Následovalo prohlášení britské politiky z 3. června 1922 (Churchillova bílá kniha), které se vztahuje k budoucímu uspořádání Palestiny. Spojené království v tomto dokumentu rovněž mimo jiné upřesňovalo, jak vnímá Balfourovu deklaraci z roku 1917. Po arabské vzpouře v Palestině v letech 1936–1939 a s rostoucím celosvětovým napětím v období před druhou světovou válkou schválil britský parlament bílou knihu z roku 1939 – svoje poslední formální prohlášení o vládní politice v mandátní Palestině – prohlášení, že Palestina by se neměla stát jen židovským státem, a omezení židovské imigrace. Tato politika trvala, dokud se Britové v roce 1948 mandátu nevzdali a sloužila pouze ke zdůraznění zásadních obtíží Británie při plnění mandátních povinností.